# Dominic Andres
Dominic Andres (* 6. Oktober 1972 in Bern) ist ein Schweizer Curler und Olympiasieger.

## Werdegang
Sein internationales Debüt hatte Andres bei der Juniorenweltmeisterschaft 1991 in Glasgow, wo er eine Bronzemedaille gewann. 
Andres war der Ersatzspieler für die Schweiz bei den Olympischen Winterspielen 1998 in Nagano. Die Mannschaft wurde Olympiasieger nach einem 9:3-Sieg im Final gegen Kanada um Skip Mike Harris.

## Erfolge
- Olympiasieger 1998
- 3. Platz Weltmeisterschaft 1994, 1999
- 3. Platz Europameisterschaft 1993
- 3. Platz Juniorenweltmeisterschaft 1991